# Apophua leucotretae
Apophua leucotretae là một loài tò vò trong họ Ichneumonidae.